# Franz Metzner
Franz Metzner (18. listopadu 1870 Všeruby u Plzně – 24. března 1919 Berlín) byl česko-německý sochař a organizátor umělců.

## Život a tvorba
Vyučil se v ateliéru Christiana Behrense ve Vratislavi, dále studoval ve Cvikově, Drážďanech a v Hamburku. V letech 1894–1903 pracoval v Berlíně, mj. jako designér a modelér pruské královské manufaktury na porcelán. Svými díly se zúčastnil Světové výstavy v Paříži roku 1900. Roku 1903 přesídlil do Paříže, kde svá následující léta spojil s činností vídeňských uměleckých dílen (Wiener Werkstätte a jeho spolupracovníky tam byli například Josef Hoffmann, Gustav Klimt nebo Richard Luksch.
Jeho styl obsahuje prvky secese, art-deco a monumentalismu. Metznerovým nejznámějším dílem je vnitřní výzdoba památníku Bitvy národů v Lipsku. V Čechách působil především v Liberci, Jablonci nad Nisou, Teplicích a v Praze. Řada jeho děl v Německu byla během 2. světové války zničena. Většina jeho děl v Čechách nepřežila období komunismu.

## Metznerbund
Jeho jméno jako čelné osobnosti severočeské výtvarné moderny bylo použito krátce po Metznerově smrti roku 1919 pro název nového svazu sudetoněmeckých výtvarníků Metznerbund – Metznerův svaz s hlavním sídlem v Liberci, regionálními pobočkami a s východní skupinou, činnou v Olomouci. Činnost tohoto sdružení zaštítila Obchodní a živnostenská komora v Liberci. Metznerův svaz měl teoreticky formulovaný ideový a tvůrčí program, pořádal společné výstavy, zprostředkoval svým členům zakázky na realizace návrhů, zejména v architektuře, a na prodej uměleckých děl. Prvním předsedou byl zvolen Karl Krattner. Za druhé světové války se sdružení cele zapojilo do nacistické propagandy a jeho poslední aktivitou byla výstava fašistického umění v Praze roku 1944.

## Dílo
- Abatyše, pálená hlína (1905), Národní galerie v Praze
- Kašna Nibelungů v Jablonci nad Nisou, návrh vytvořený roku 1904 pro Berlín, realizován r. 1924
- Sochařská výzdoba haly v Památníku Bitvy národů, Lipsko (1913)
- Sochařská výzdoba interiéru vinárny Rheingold v Berlíně (1907), vybombardováno r. 1944
- Čtyři sochy atlantů na fasádě domu v Landstrasse Hauptstrasse ve Vídni
- Budova Vídeňské bankovní jednoty v Praze v ulici Na Příkopě
- Reliéfy pro palác Pojišťovacího spolku pro průmysl cukerní v Praze v Jindřišské ulici
- Kašna pro Výstavu českých Němců v Liberci (1906), později přesunutá před Libereckou radnici (nyní zničená)
- Sousoší na vrcholu paláce Stoclet v Bruselu
- Pomník Franze Stelzhamera v Linci
- Mozartův pomník v zámeckém parku v Teplicích
- Pomník císaře Josefa II. v Teplicích (zničen za druhé světové války nebo krátce po ní)
- Socha Rüdigera v Neugablonz v Bavorsku (do roku 1945 instalovaná na kašně Nibelungů v Jablonci nad Nisou, prodaná roku 1968 do Národní galerie)
- Pomník císaře Josefa II. ve Větrově[2]

## Galerie

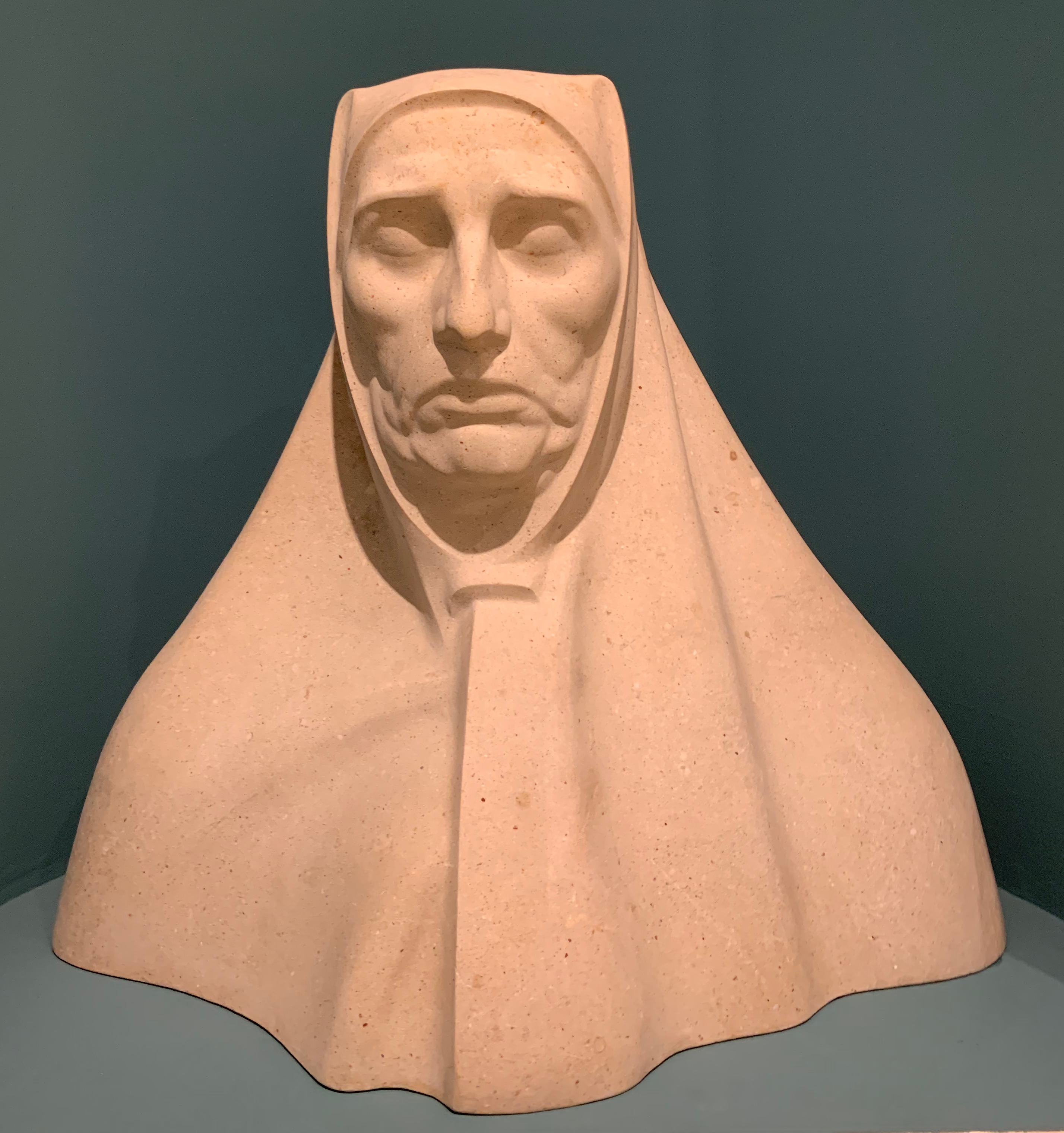
Abatyše
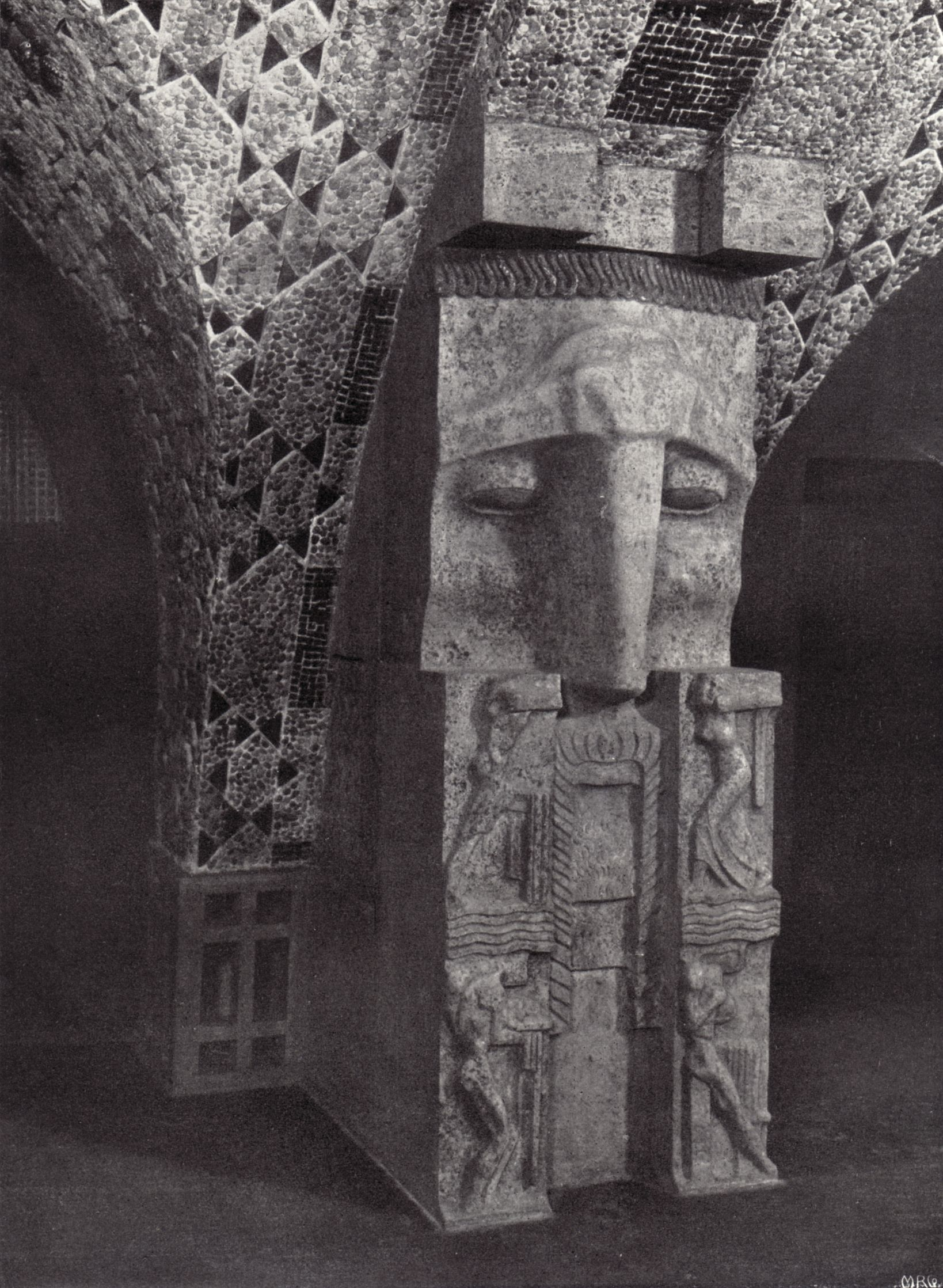
Pilíř ve vinárně Rheingold, Berlín
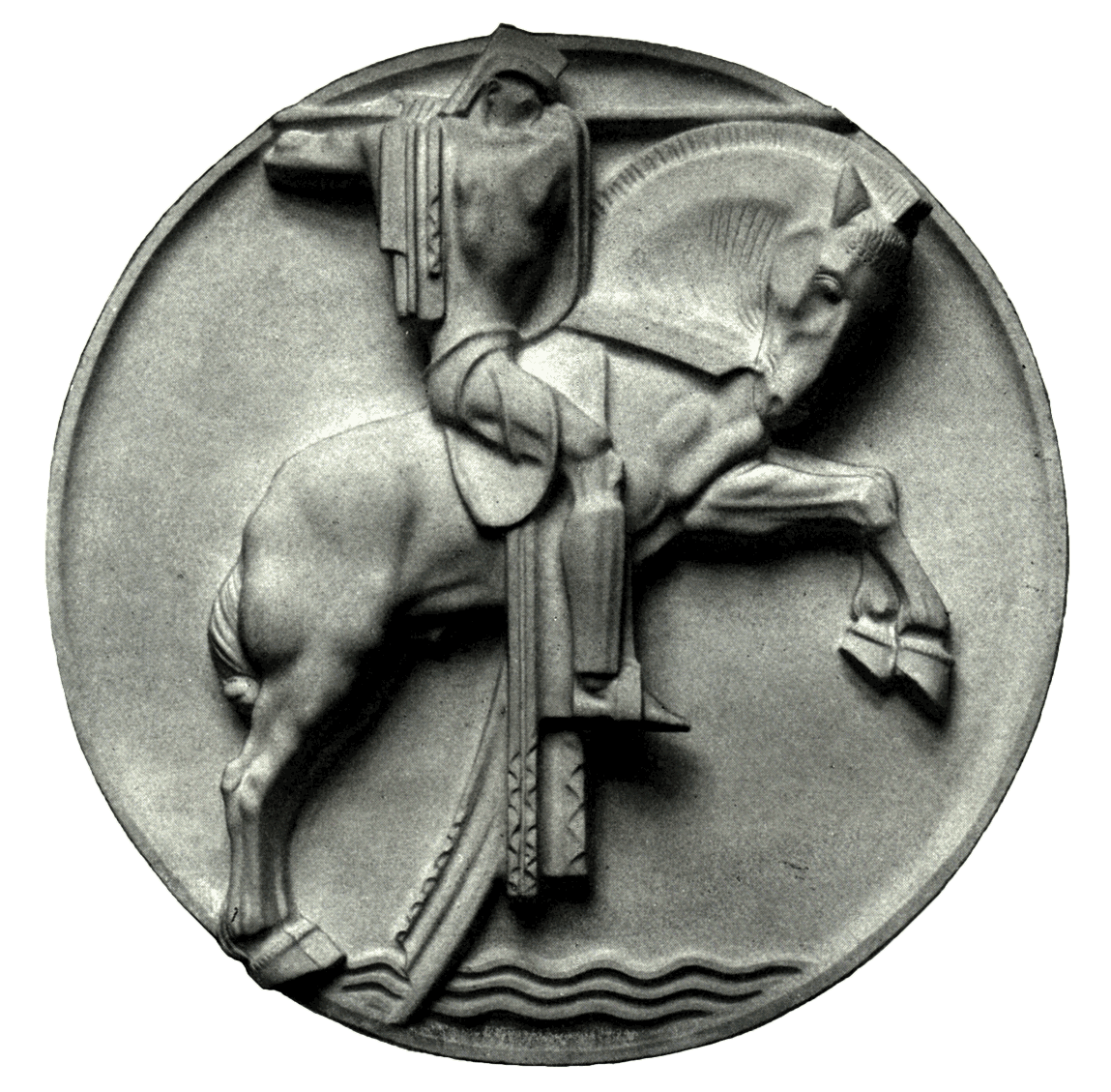
Medailon z téže vinárny
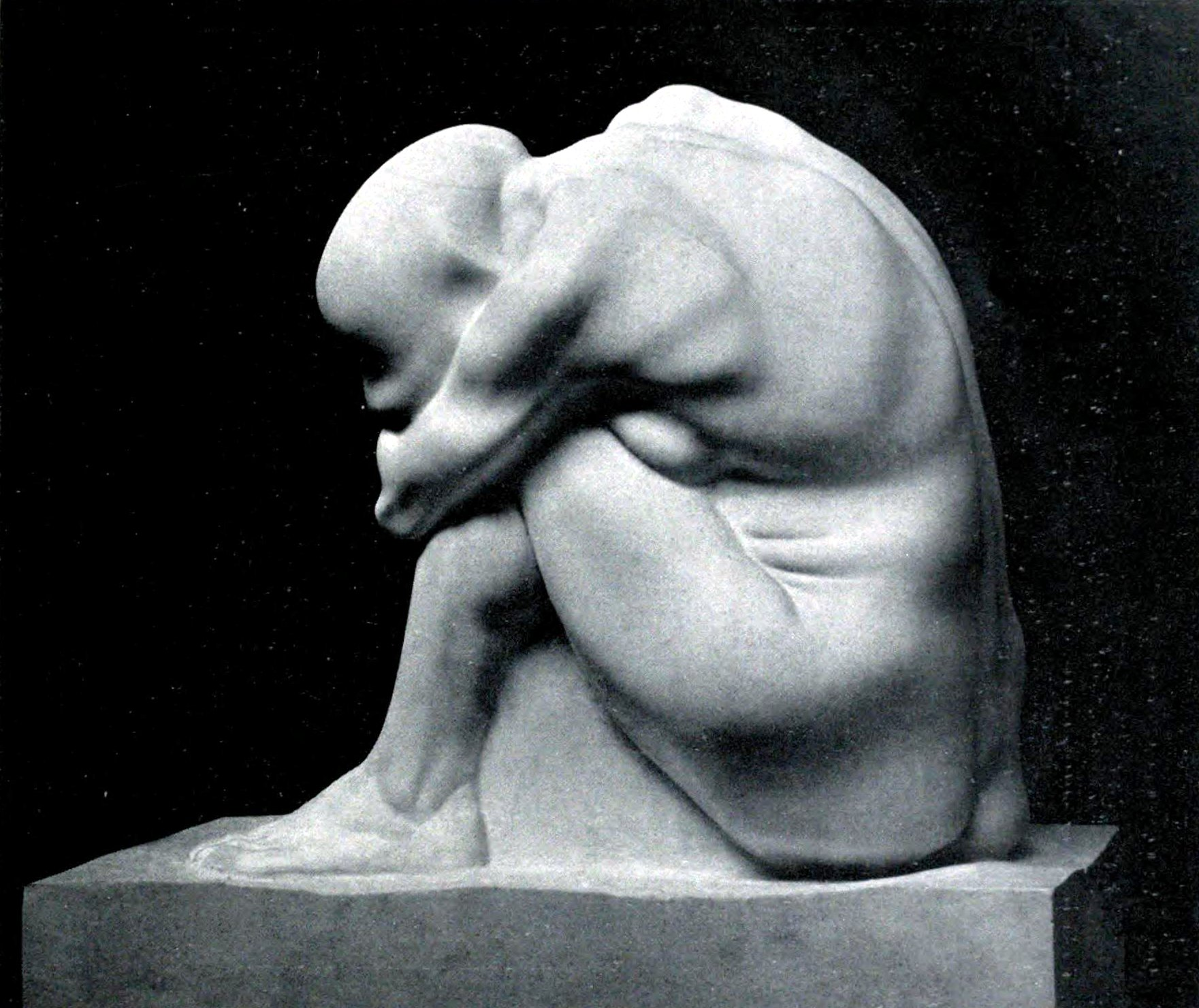
Žena
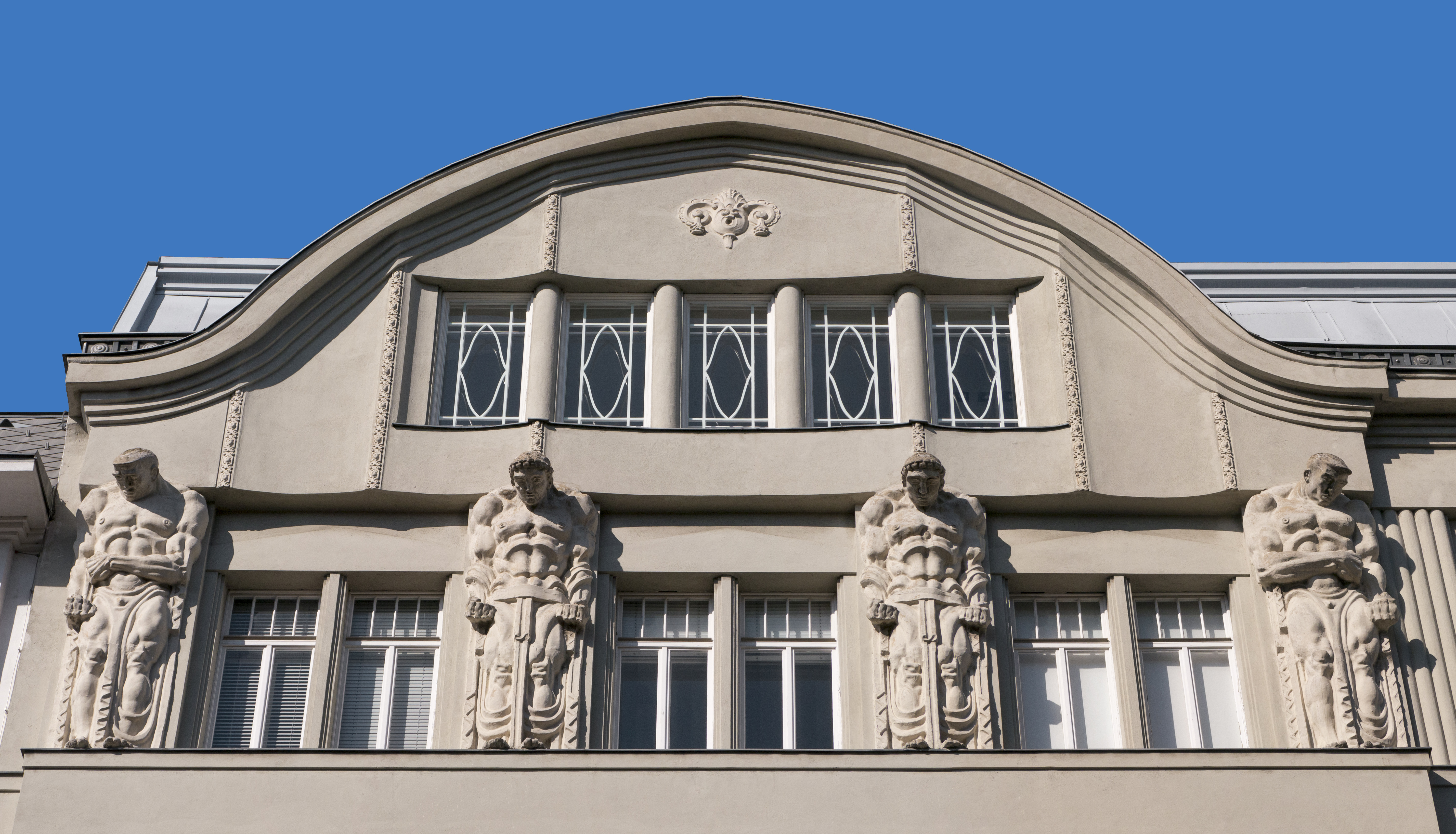
Landtrasse 23, Vídeň
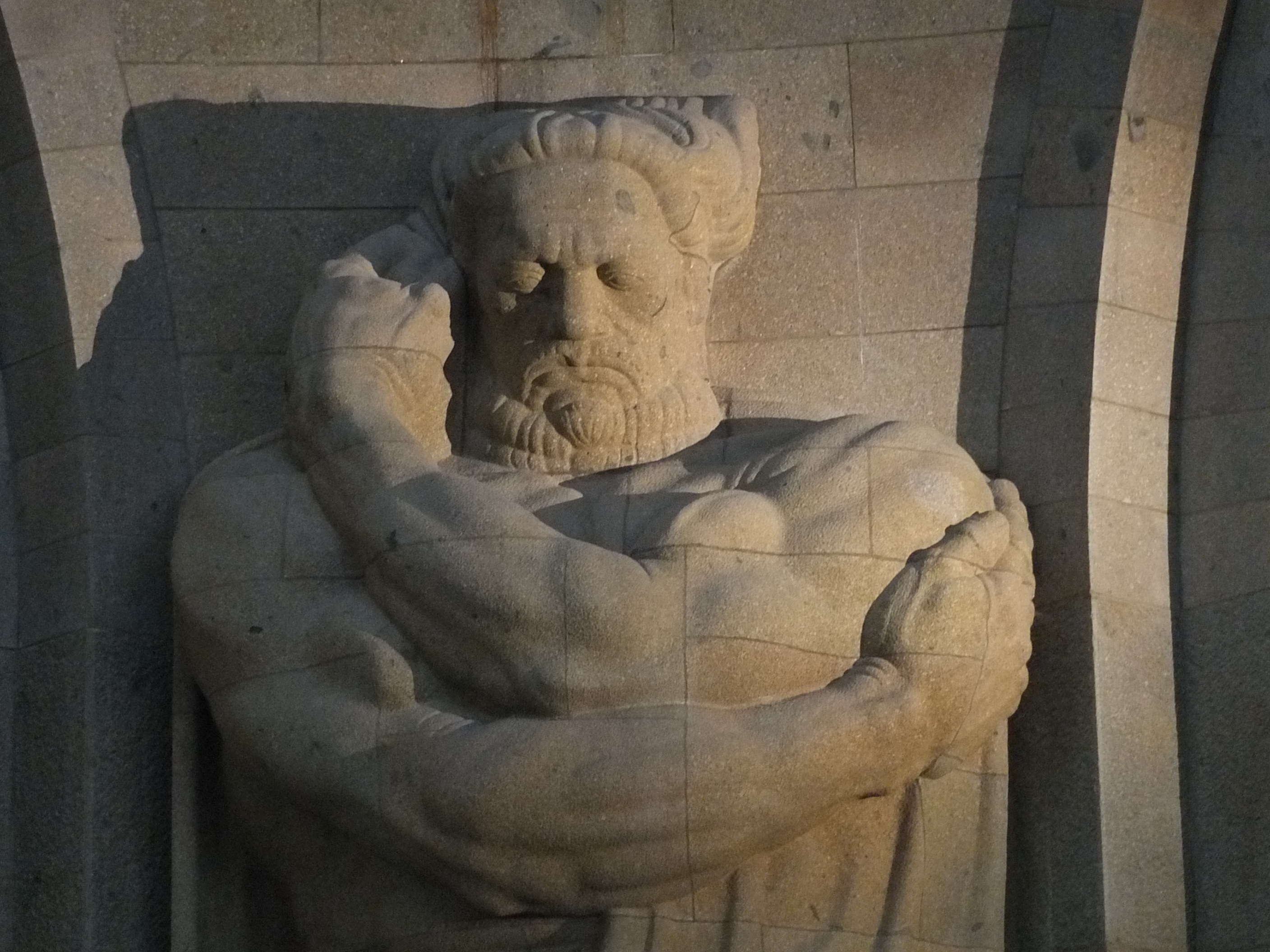
Památník Bitvy národů